# Chapelle Notre-Dame-de-Bon-Secours de Beuvry-la-Forêt
La chapelle Notre-Dame-de-Bon-Secours est une chapelle catholique située à Beuvry-la-Forêt, en France.

## Localisation
La chapelle est située dans le département français du Nord, sur la commune de Beuvry-la-Forêt, rue Jacques-Varlet, dans le hameau du même nom situé près de Bouvignies et du hameau de Sec-Marais à Marchiennes.